# ボヤン・ラドゥロヴィッチ＝サモウコヴィッチ
ボヤン・ラドゥロヴィッチ＝サモウコヴィッチ（セルビア語: Бојан Радуловић-Самоуковић, ラテン文字転写: Bojan Radulović-Samouković、1999年12月29日 - ）は、セルビアとスペインのサッカー選手。ポジションはフォワード。

## 経歴
2024年1月5日、ハダースフィールド・タウンFCと3年半契約を締結した。